# Armênia (Antioquia)
Armenia é uma cidade e município da Colômbia, no departamento de Antioquia. Dista 51 quilômetros da cidade de Medellín, capital do departamento, possui uma área de 110 quilômetros quadrados e está a 1 800 metros acima do nível do mar.